# Brwinów
Brwinów è un comune urbano-rurale polacco del distretto di Pruszków, nel voivodato della Masovia.
Ricopre una superficie di 69,16 km² e nel 2004 contava 20 846 abitanti.